# Gemerské Dechtáre
Gemerské Dechtáre, ungarisch Détér (bis 1948 slowakisch „Detiar“) ist eine Gemeinde in der südlichen Mittelslowakei mit 413 Einwohnern (Stand 31. Dezember 2024), die im Okres Rimavská Sobota, einem Kreis des Banskobystrický kraj, liegt und zur traditionellen Landschaft Gemer gehört.

## Geographie

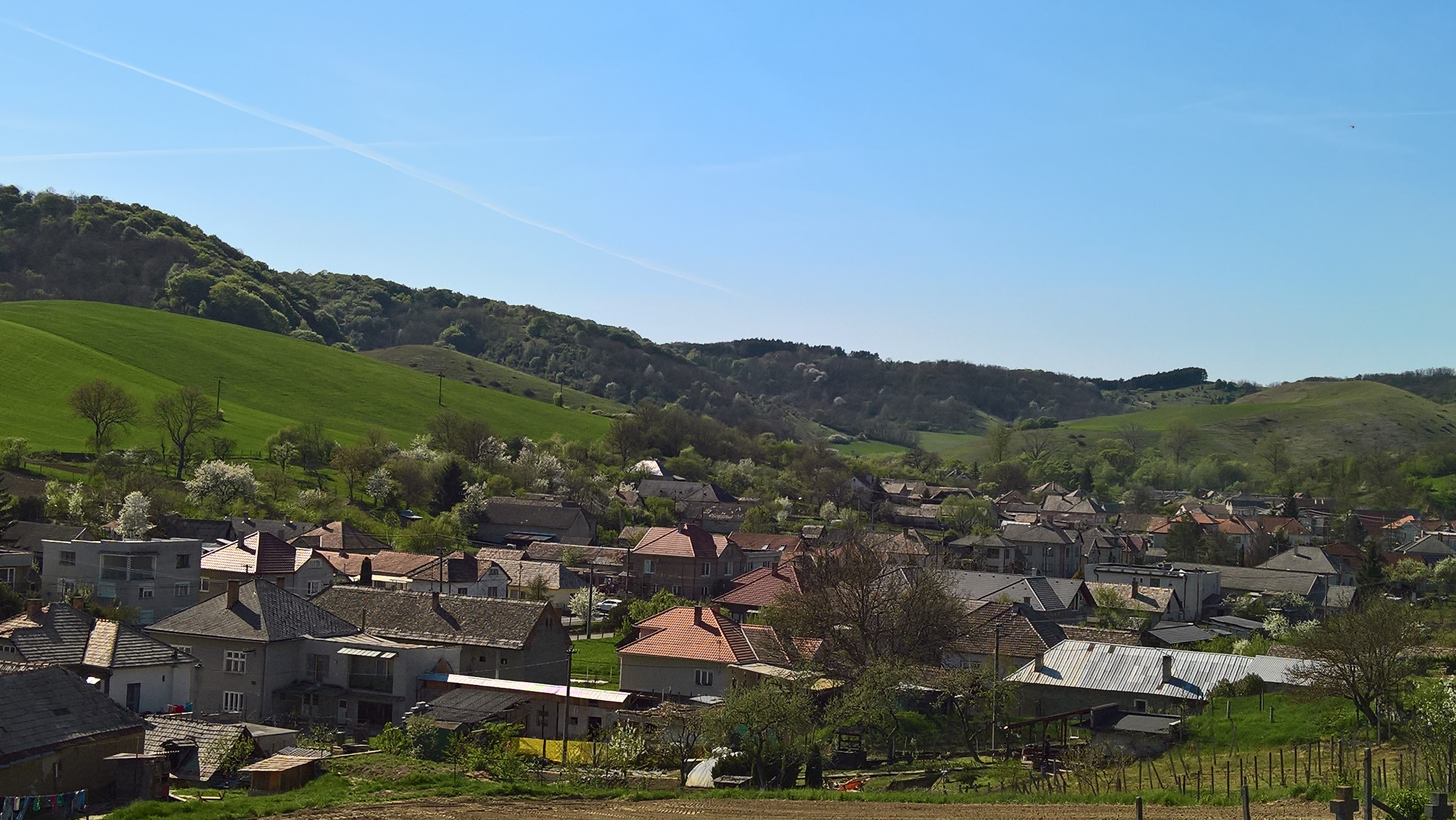
Gemerské Dechtáre und Umgebung

Die Gemeinde befindet sich im nordöstlichen Teil des Berglands Cerová vrchovina, im Tal des Baches Dechtársky potok im Einzugsgebiet der Rimava. Das Ortszentrum liegt auf einer Höhe von 217 m n.m. und ist 24 Kilometer von Rimavská Sobota entfernt.
Nachbargemeinden sind Jesenské im Norden, Hostice im Osten und Südosten, Jestice, Petrovce und Dubno im Süden, Gemerský Jablonec im Südwesten, Hajnáčka im Westen und Hodejovec im Nordwesten.

## Geschichte
Gemerské Dechtáre wurde zum ersten Mal 1244 als colonia Dettarum schriftlich erwähnt und war ursprünglich Besitz der Familie Rátold. Weitere historische Bezeichnungen sind unter anderen Deltar (1246), Dehcher (1384), Dether (1427) und Detér (1808). In der Zeit der Türkenkriege sowie während der Pestepidemie in den Jahren 1709–10 wurde der Ort verwüstet, sodass 1715 hier nur eine einzige Familie wohnte. 1828 zählte man 75 Häuser und 573 Einwohner, die als Landwirte beschäftigt waren.
Bis 1918/19 gehörte der im Komitat Gemer und Kleinhont liegende Ort zum Königreich Ungarn und kam danach zur Tschechoslowakei beziehungsweise heute Slowakei. Auf Grund des Ersten Wiener Schiedsspruchs lag er von 1938 bis 1944 noch einmal in Ungarn.

## Bevölkerung
| Jahr                | 1994 | 2004    | 2014    | 2024    |
| ------------------- | ---- | ------- | ------- | ------- |
| Anzahl der Personen | 488  | 448     | 442     | 413     |
| Unterschied         |      | −8,19 % | −1,33 % | −6,56 % |

| Jahr                | 2023 | 2024    |
| ------------------- | ---- | ------- |
| Anzahl der Personen | 417  | 413     |
| Unterschied         |      | −0,95 % |

Gemäß der Volkszählung 2011 wohnten in Gemerské Dechtáre 451 Einwohner, davon 386 Magyaren, 34 Slowaken und sieben Roma. 24 Einwohner machten keine Angabe zur Ethnie.
396 Einwohner bekannten sich zur römisch-katholischen Kirche, 14 Einwohner zur reformierten Kirche und drei Einwohner zur Evangelischen Kirche A. B. Ein Einwohner war konfessionslos und bei 37 Einwohnern wurde die Konfession nicht ermittelt.

## Baudenkmäler

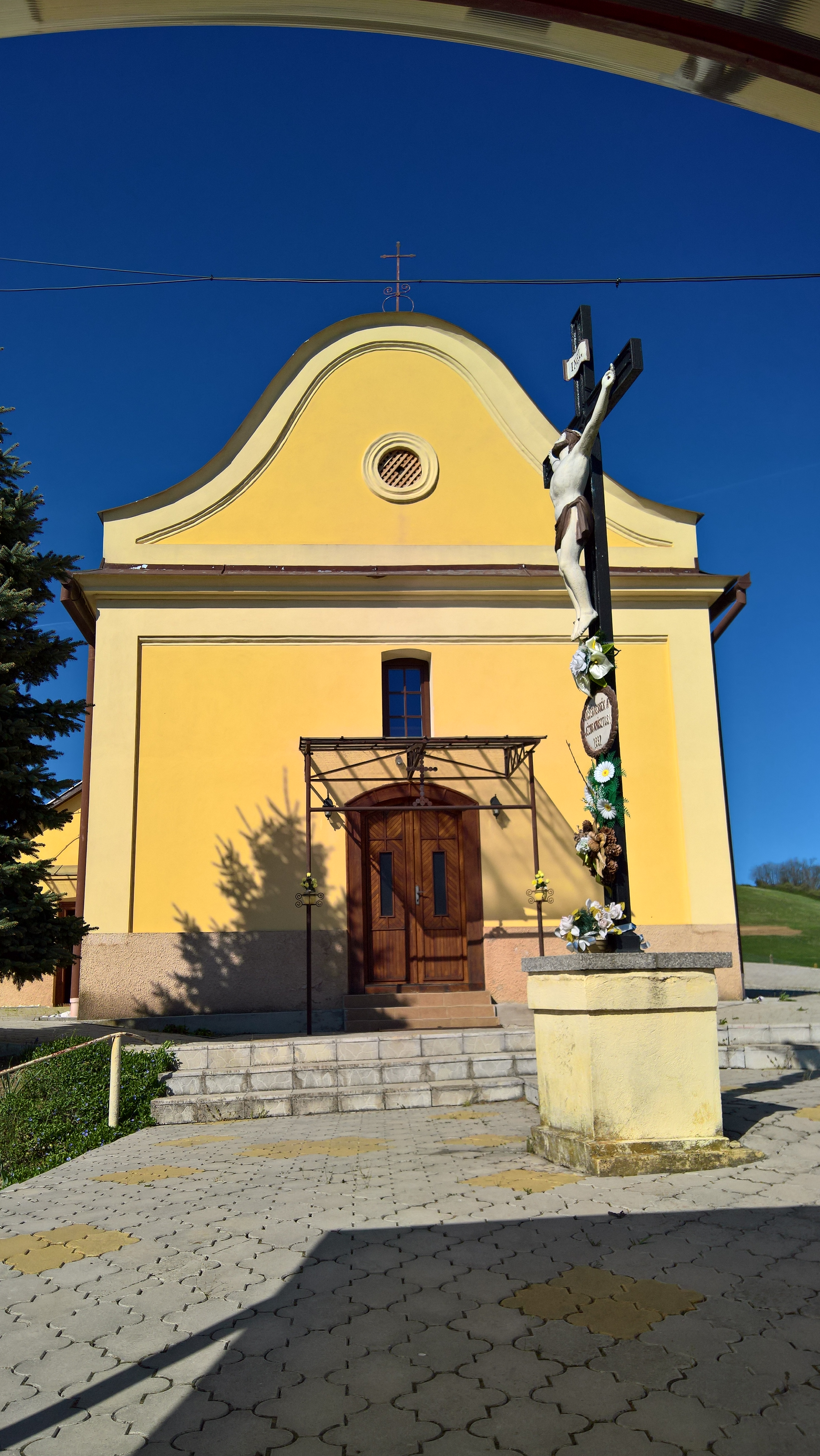
Kapelle St. Stephan

- Kapelle St. Stephan im neoklassizistischen Stil aus dem Jahr 1880
- Glockenturm aus dem 19. Jahrhundert